# تذرية بالرياح

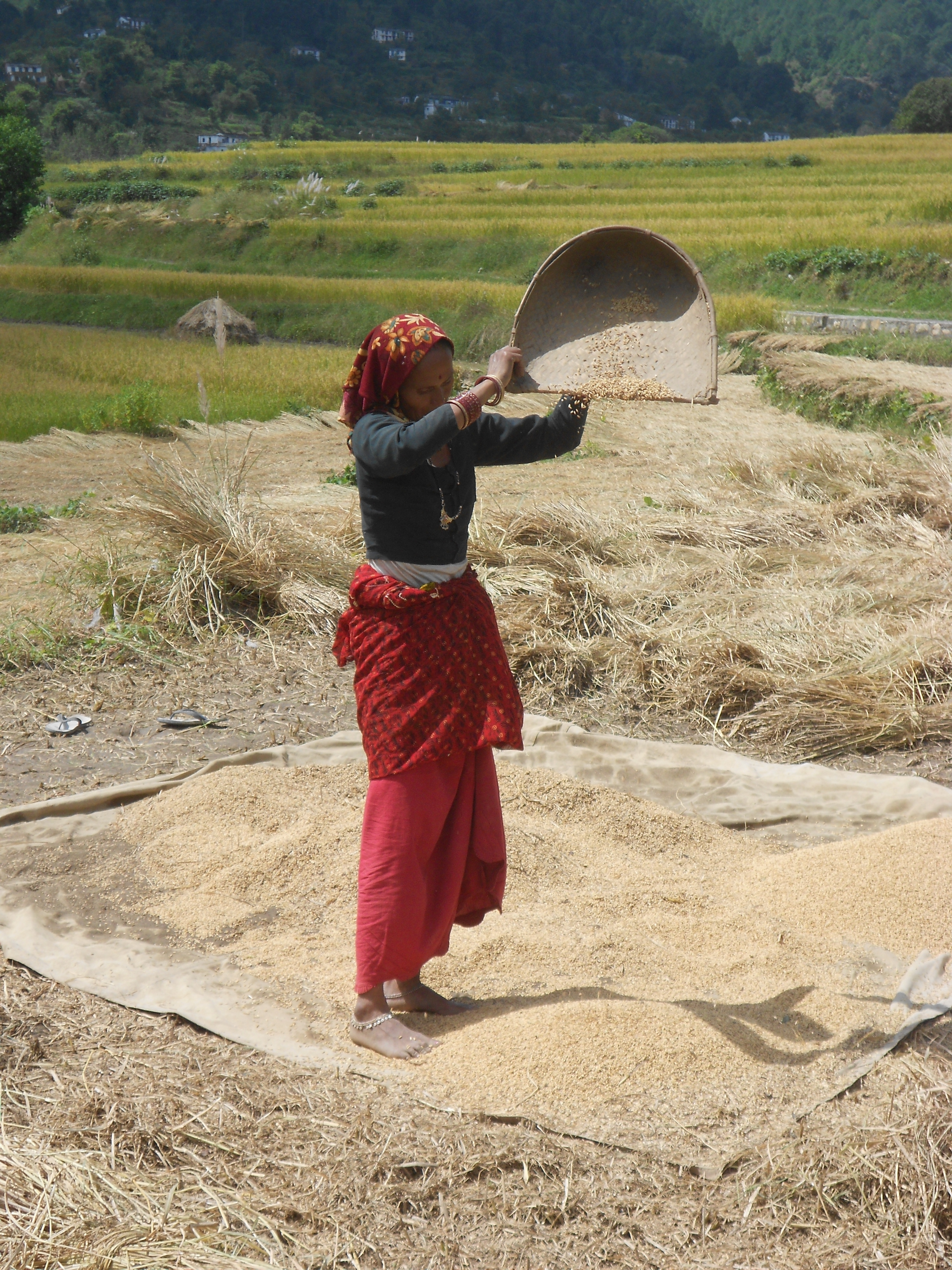
تذرية الأرز، أوتاراخند بالهند.

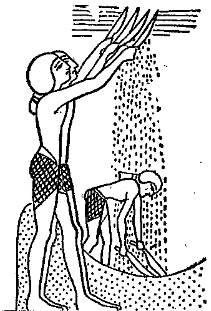
استخدام أشواك التذرية.

إن التذرية بالرياح هي طريقة زراعية ظهرت في الثقافات القديمة لفصل الحبوب عن القش. كما تستخدم أيضًا في إزالة السوس أو الحشرات الأخرى عن الحبوب المخزّنة. أما الدرس، وهو فصل الحبوب والبذور عن القشر والتبن، فيعد إحدى خطوات إزالة القش التي تسبق التذرية. و«تذرية القش» من التعبيرات الشائعة.
في أبسط صورها، تتضمن هذه العملية إلقاء المزيج في الهواء لكي تبعثر الرياح القش الخفيف وتسقط الحبوب الثقيلة على الأرض من جديد. وهناك تقنيات تتضمن استخدام مراوح تذرية (على شكل سلال تهتز فيرتفع القش على السطح) أو استخدام أدوات (شوكة تذرية أو مجرفة) في تذرية أكوام الحبوب بعد حصدها.

## في الثقافة الإغريقية
برزت مراوح التذرية (λίκνον] líknon] والتي تعني أيضًا «الهزّازة») في طقوس ديونيسوس (Dionysus) وفي أسرار إلوسينيان:، ويقول جين إيلن هاريسون (Jane Ellen Harrison) أنها «كانت آلة زراعية بسيطة تستحوذ عليها ديانة ديونيسوس». وكان ديونيسون ليكنايتس («ديونيسون صاحب مروحة التذرية») توقظه امرأته، التي تسمى ثاياثايا في كهف على جبل بارناسوس في أعالي دلفي، وفي الديانة الغامضة تربط مراوح التذرية بين الإله وبين الدورة الزراعية، ولكن الأطفال اليونانيين كانوا يوضعون أيضًا في مراوح تذرية. وفي كاليماخوس' ترنيمة زيوس، أن أدراستيا يضع الرضيع زيوس في مراوح تذرية من الذهب، وتحلب له العنزة ويُقدم له العسل.
وفي ملحمة الأوديسة أن وسيط الوحي تيريسياس يقول لـ أوديسيوس أن اترك إيثاكا ومعك مجداف حتى يقول له أحد المارة أن ما معه هي مروحة تذرية وهناك يبني ضريحًا للإله بوسيدون.

## في الصين

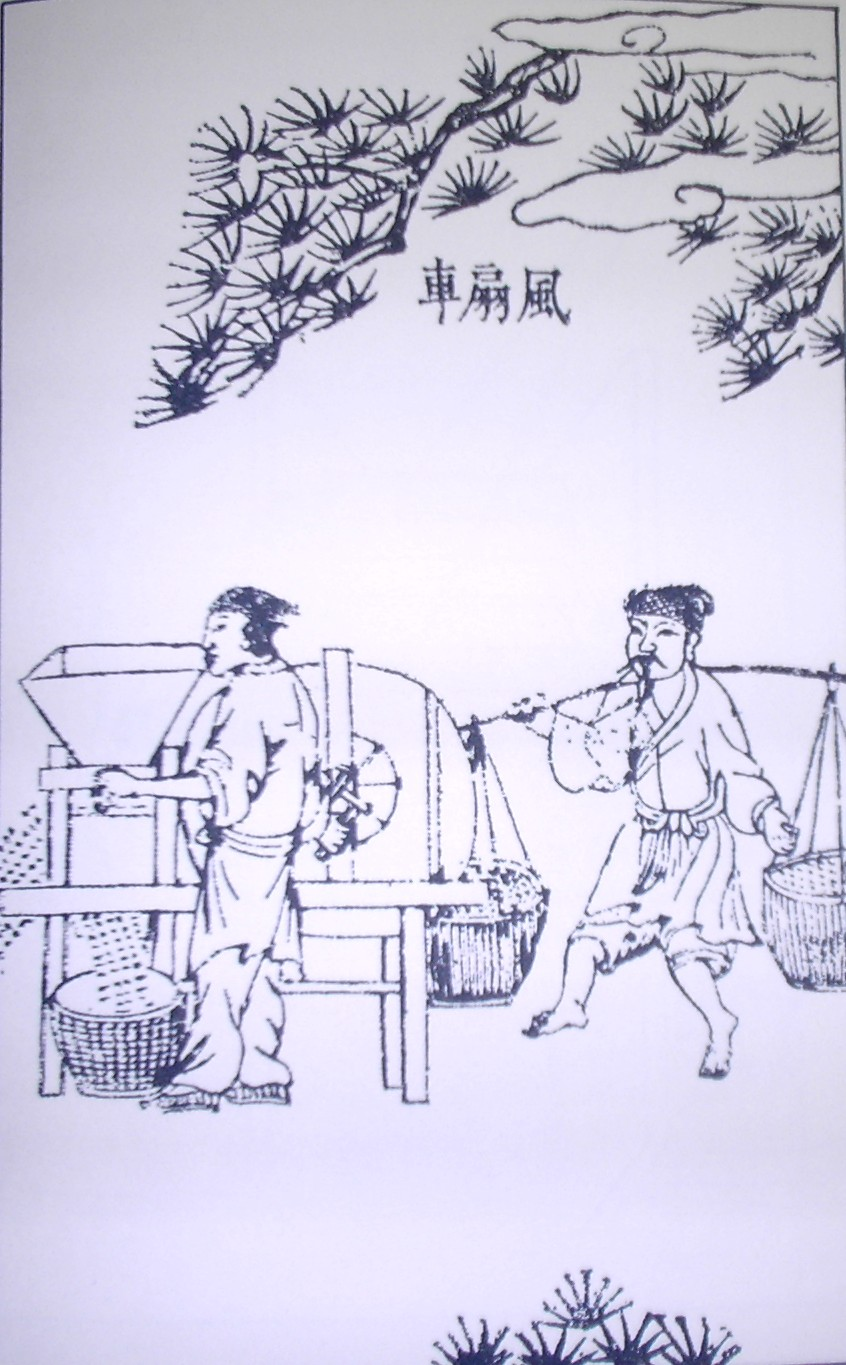
آلة تذرية صينية بمروحة دوّارة من موسوعة تيانجونج كايو (سنة 1637) لصاحبها سونج ينجكسينج

في الصين القديمة، تحسنت هذه الطريقة وأصبحت ممكنة بعد تطور مروحة التذرية الدوارة واستخدام مروحة مزودة بذراع تشغيل للحصول على تيار هوائي. ويظهر هذا في كتاب وانج زين بعنوان Nong Shu والذي صدر في 1313 بعد الميلاد.

## في العهد الحديث
في إنجيل متى 3,12 ذكر الإصحاح الاختلاف بين القمح والقش (النوع الجيد منه والرديء) "الذي رفشه في يده، وسينقي بيدره، ويجمع قمحه إلى المخزن، وأما التبن فيحرقه بنار لا تطفأ" His winnowing fan is in his hand" (ترجمة نسخة الإنجيل الأمريكية القياسية والإنجيل الأمريكي الحديث). ترجمت النسخة العالمية المطورة والنسخة القياسية المنقحة المصطلح على أنه "أشواك التذرية."

## في أوروبا

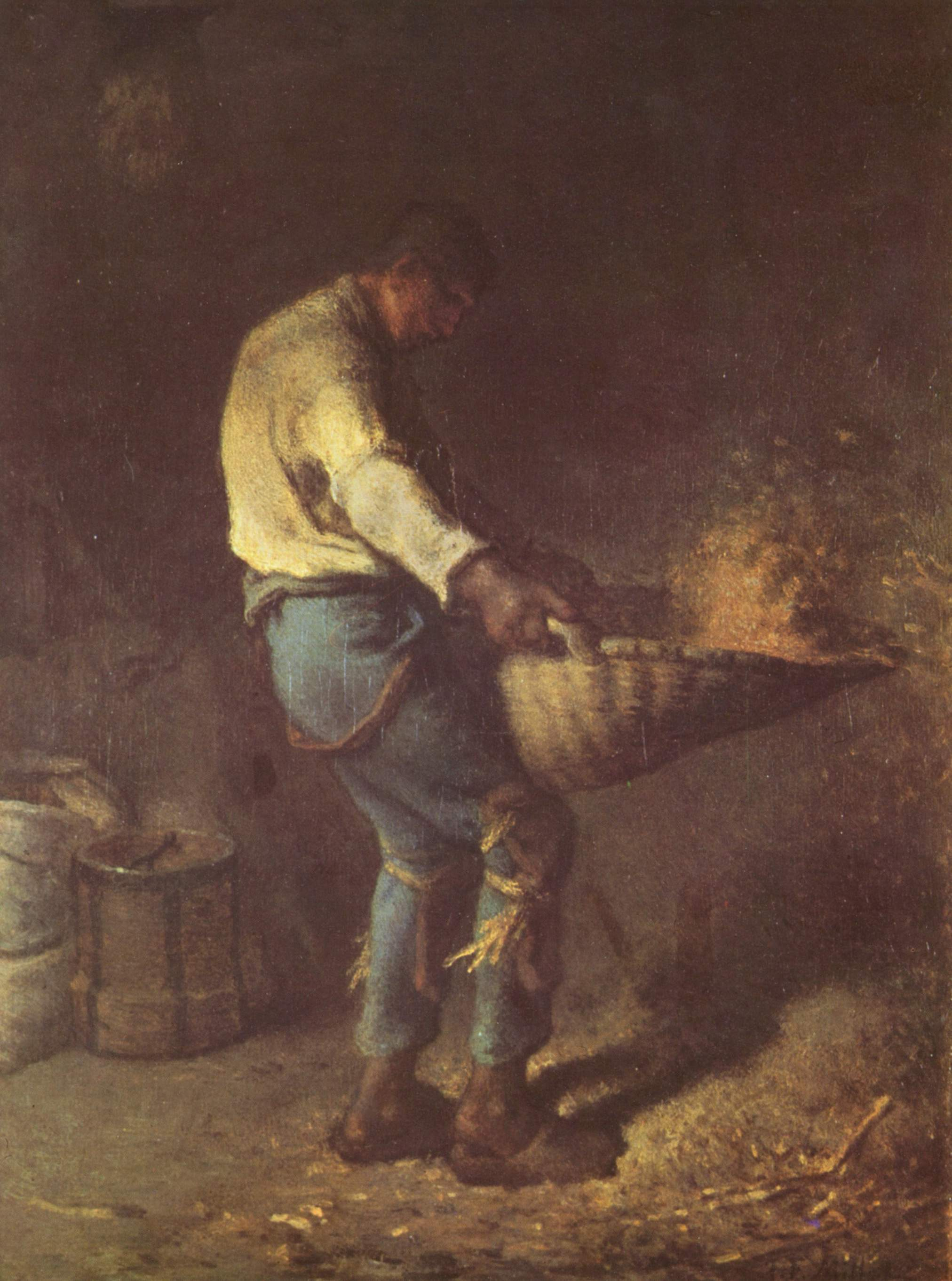
التذرية (التذرية) لـ جان فرانسوا مايلت (Jean-François Millet)، تصوير للتذرية في القرن التاسع عشر باستخدام المروحة

في مستعمرات ساكسون تبين أن البنايات تحتوي على مداخل عكسية وفقًا للمحفورات التي تم العثور عليها أثناء علمية الترميم، مثل مستوطنة بيدي أد جيرفين الشهيرة في نورثمبرلاند (المعروفة الآن بـ يافارنج) في الحظائر استخدمت هذه الأبواب العكسية بغرض توليد التيار المستخدم في التذرية.
حتى بداية القرن الثامن عشر، لم تستخدم أوروبا هذه التقنية التي طورتها الصين، حتى تم استخدام 'المراوح البحرية' في آلات التذرية. استوردت أوروبا مراوح التذرية الدوارة، حيث جلبها البحارة الهولنديون معهم بين أعوام 1700 و1720. من الواضح أنهم جلبوها معهم من المستعمرة الهولندية في باتافيا في جافا، وجزر الهند الشرقية الهولندية. استورد السويديون بعض من هذه المراوح من جنوب الصين في الوقت نفسه تقريبًا وورد بعض اليسوعيون العديد منها لفرنسا من الصين في عام 1720. وفي مطلع القرن الثامن عشر، اختفت جميع مراوح التذرية الدوارة من الشرق.
في عام 1737، طور أندرو رودجر، أحد المزارعين في ممتلكات كافرز في روكسبورشير آلة تذرية الحبوب، المعروفة بـ 'المروحة'. حيث أثبتت نجاحها واستخدمتها الأسر الاسكتلندية في المنازل لسنوات عديدة. اعتبر بعض كهنة الكنيسة المشيخية الاسكتلندية هذه المراوح ذنوب في حق الله، حيث إنه خالق هذه الرياح، أما الرياح المصطنعة فهي طريقة آثمة وجريئة لاغتصاب حق الله.

## في الولايات المتحدة
ساعد تطوير آلة التذرية في الحظائر في زراعة الأرز في كارولاينا الجنوبية لزيادة المحصول بطريقة كبيرة.

## معرض الصور

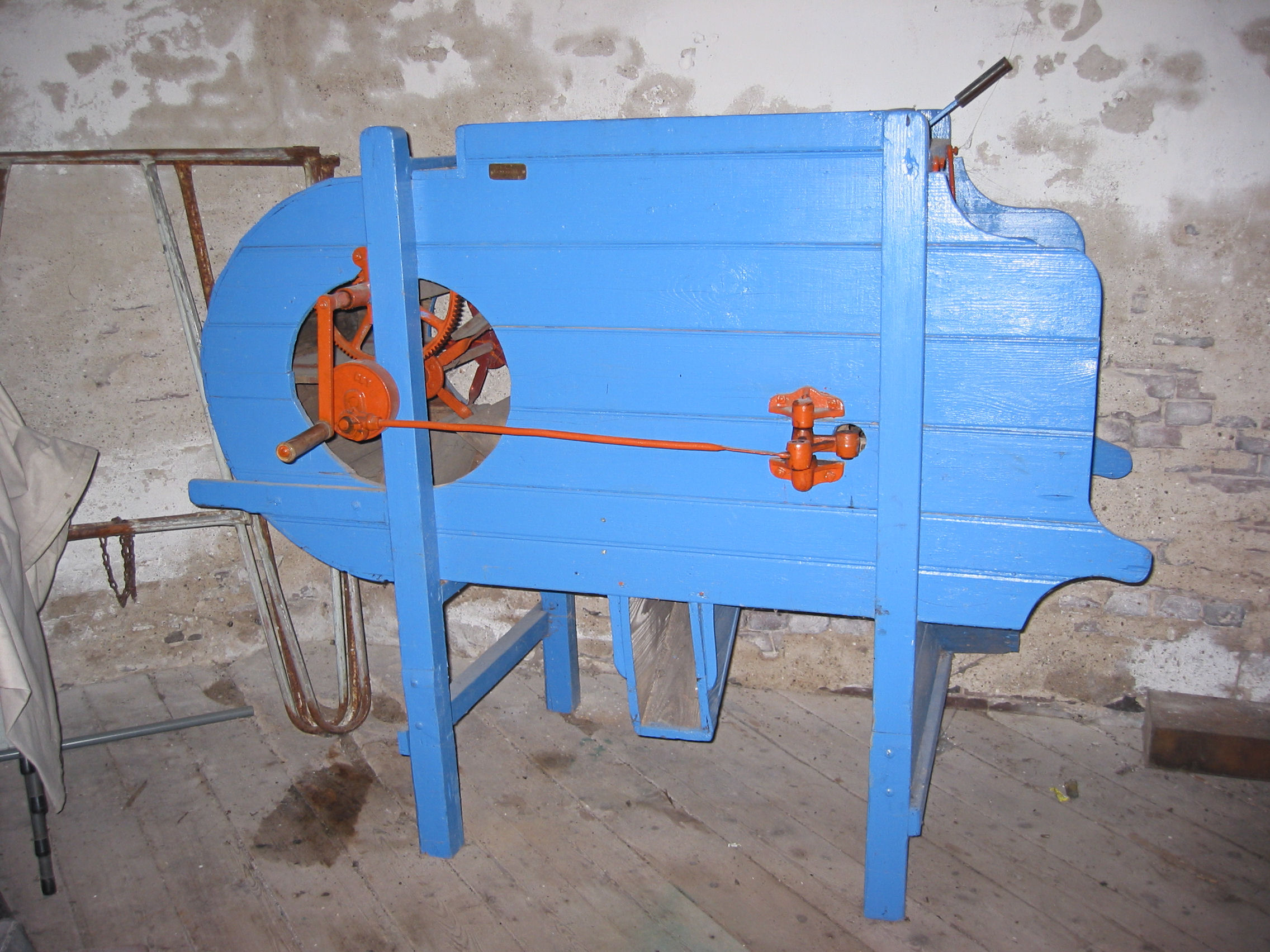
التذرية اليدوية صورة رقم (1) آلة التذرية
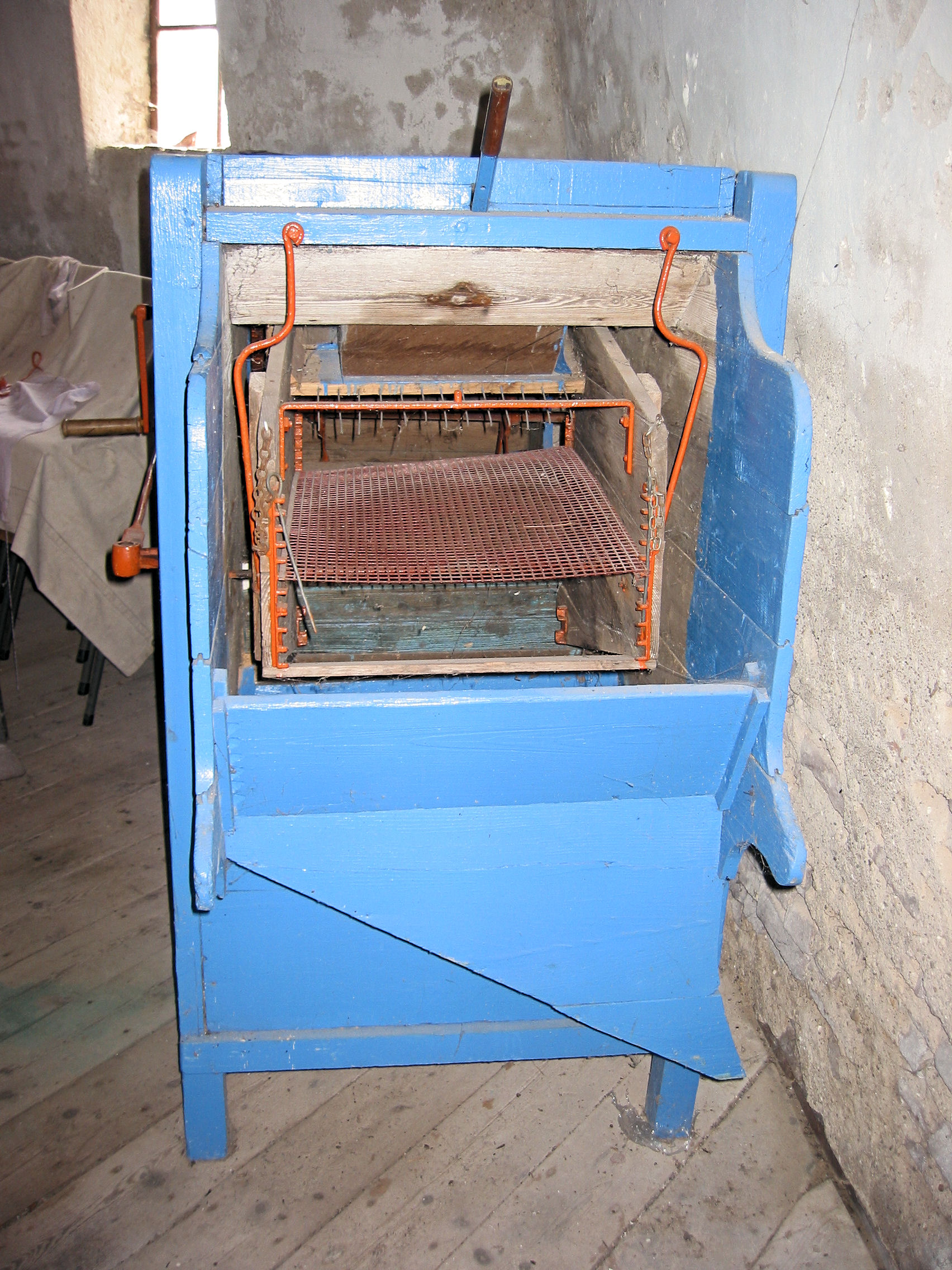
التذرية اليدوية صورة رقم (2) آلة التذرية
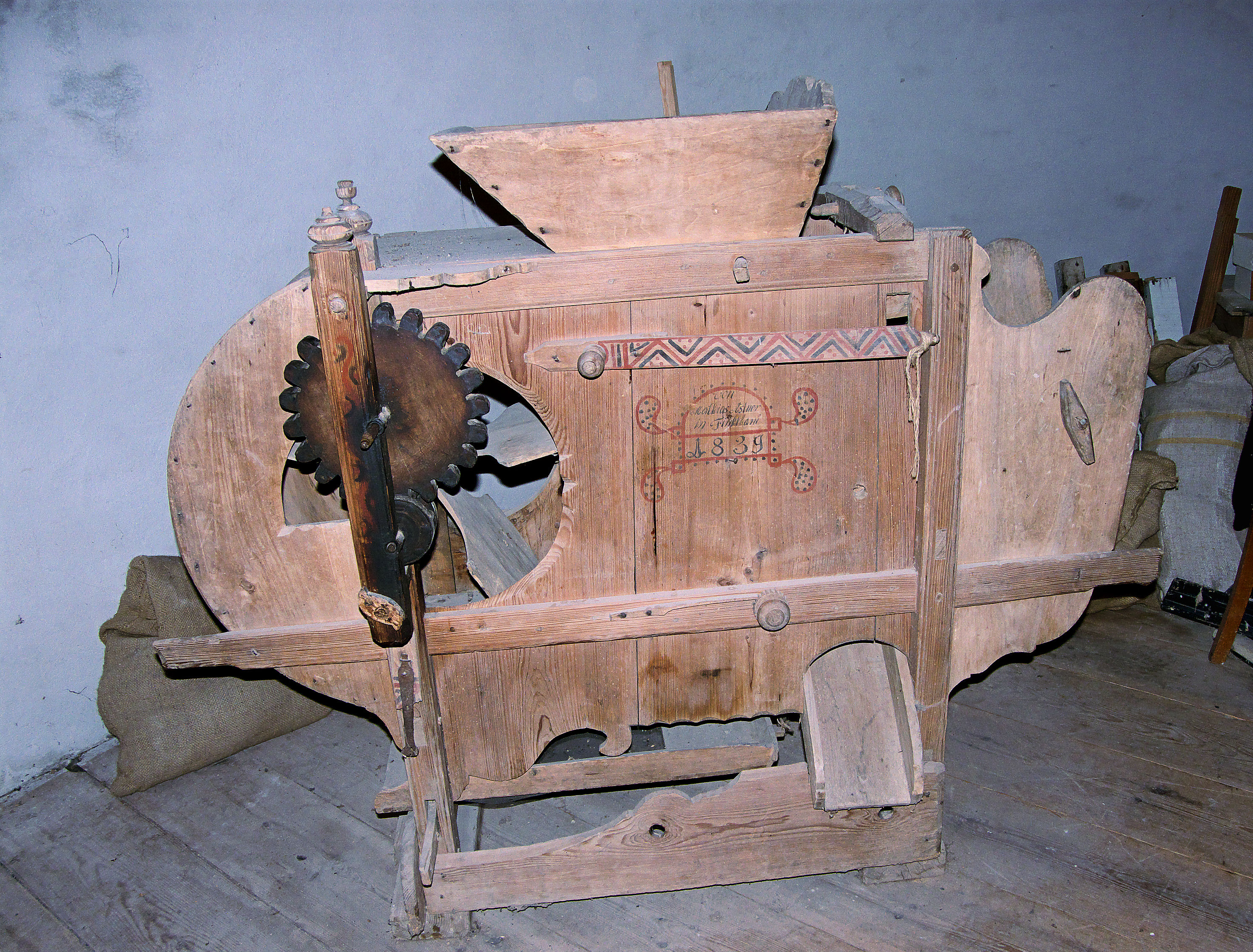
صورة للتذرية ألمانيا آلة تذرية يرجع تاريخها لعام 1839.
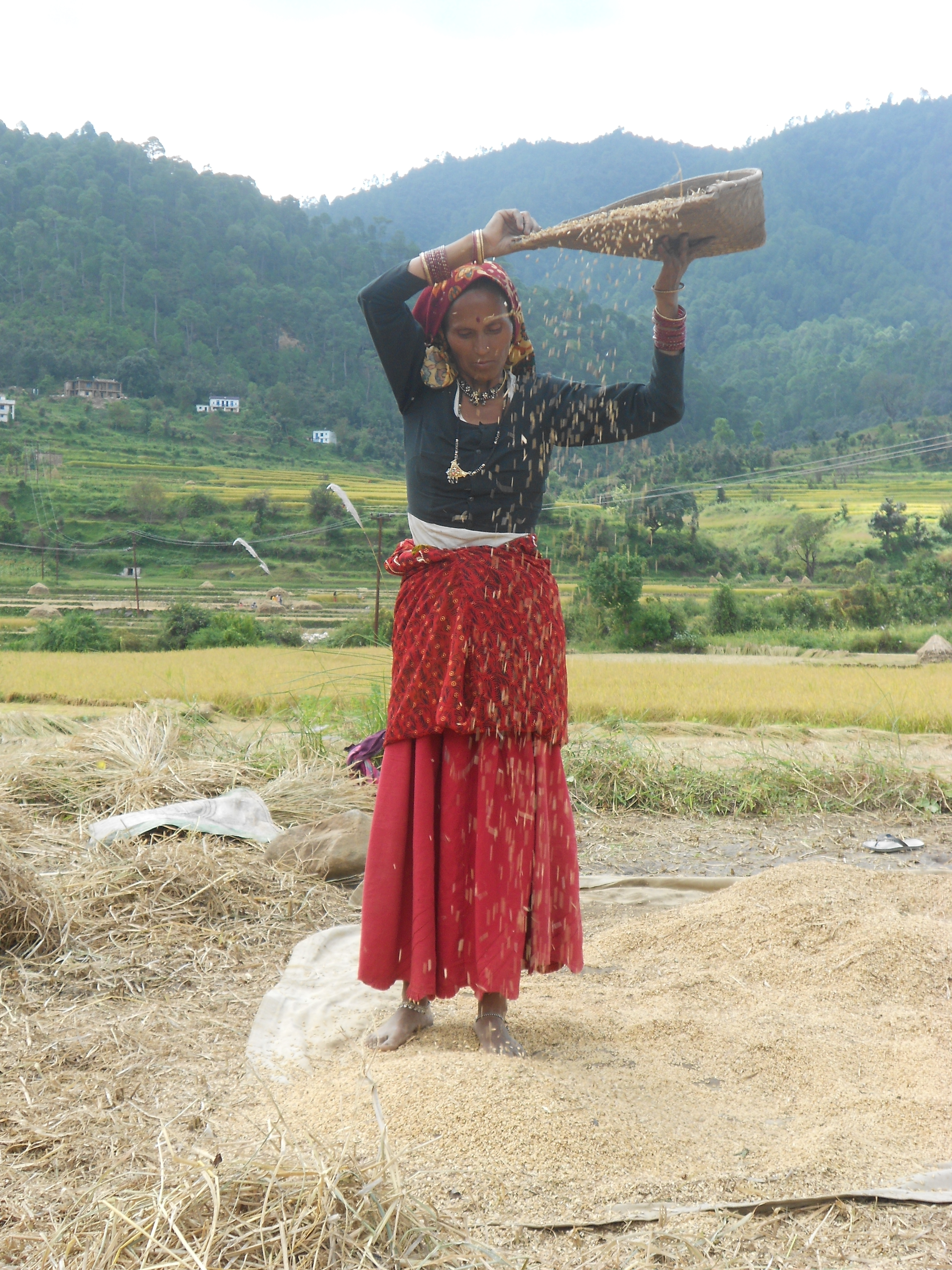
صورة لتذرية الأرز، أوتارانتشال، الهند تذرية الأرز، أوتارانتشال، الهند